# Kohlera
Kohlera là một chi bướm đêm thuộc họ Noctuidae.